# Élection présidentielle américaine de 1912 en Floride
 (septembre 2023).
L'élection présidentielle américaine de 1912 en Floride a lieu le 5 novembre 1912 comme dans les 47 autres États qui composent alors les États-Unis. Les électeurs floridiens choisissent des grands électeurs pour les représenter dans le collège électoral à travers un vote populaire. La Floride dispose en 1912 de 6 grands électeurs. L'État donne l'ensemble de ses grands électeurs au candidat du Parti démocrate Woodrow Wilson. 
Le candidat vainqueur de ce scrutin dans tout le pays sera également Wilson, qui occupera la présidence des États-Unis du 4 mars 1917 au 4 mars 1921, ayant été réélu en 1916.